# Jörgen Lantz
Lars Jörgen Lantz (født 23. december 1943 i Stockholm) er en svensk skuespiller, som er kendt for at have medvirket i flere børneprogrammer, blandt andet Björnes magasin (1987–2001, som Björne) og Ville, Valle og Viktor (som Ville).

## Udvalgt filmografi
- 1965 – Flygplan saknas
- 1967 – Den røde kappe
- 1974 – Huset Silfvercronas gåta (TV)
- 1980 – Sinkadus (tv-serie)
- 1991 – Kalle Stropp och Grodan Boll på svindlande äventyr
- 1999 – En liten julsaga